# Sinz
Sinz ist ein Ortsteil und Gemeindebezirk der Gemeinde Perl im Landkreis Merzig-Wadern (Saarland). Bis Ende 1973 war Sinz eine eigenständige Gemeinde.

## Geschichte
Die Römerstraße Metz–Trier verläuft südöstlich von Sinz. Doch zahlreiche mittelsteinzeitliche, bronze- und eisenzeitliche Funde in der Umgebung belegen, dass die Gegend schon vor der Römerzeit dicht besiedelt war. Sinz selbst dürfte auf römische und fränkische Siedlungen zurückgehen. Im 17. und 18. Jahrhundert lag die Gerichtsbarkeit bei der Abtei St. Matthias in Trier.
Sinz wurde 1816 Sitz der Bürgermeisterei Sinz im damaligen Landkreis Saarburg.
Da im und beim Ort Gefechtsstände des Westwalls angelegt waren, litt die Gemeinde sehr unter den Kämpfen des Zweiten Weltkrieges. Sie wurde jedoch nach dem Krieg inklusive ihrer katholischen Pfarrkirche St. Dionysius wieder aufgebaut.
Im Rahmen der saarländischen Gebiets- und Verwaltungsreform wurde die bis dahin eigenständige Gemeinde Sinz am 1. Januar 1974 zusammen mit 13 anderen Gemeinden der neuen Gemeinde Perl zugeordnet.
Einwohnerentwicklung
Die Entwicklung der Einwohnerzahl von Sinz – die Werte von 1939 bis 1974 beruhen auf Volkszählungen:
| Jahr | Einwohner |
| ---- | --------- |
| 1939 | 366       |
| 1950 | 336       |
| 1961 | 320       |
| 1970 | 319       |
| 1974 | 334       |
| 2004 | 273       |
| 2010 | 331       |
| 2017 | 392       |
| 2020 | 378       |

## Sehenswürdigkeiten
In Sinz befindet sich das Westwallmuseum in einem ehemaligen Bunker des Orscholzriegels. Bunker R53 wurde in der Zeit des Zweiten Weltkrieges gebaut und diente als Gefechtsstand. Er war gegenüber den Standardmodellen seiner Serie mit umfangreicherer Fernmeldetechnik ausgestattet und besaß vermutlich auch einen festen Stromanschluss. Nach dem Krieg sollte er, wie die Beschriftung „St“ links vom Eingang zeigt, als ständige Anlage erhalten bleiben. Die französische Besatzung, die nach Kriegsende die meisten deutschen Befestigungsanlagen in der Umgebung sprengte, verzichtete auf die Beseitigung dieses Bunkers, weil sonst die unmittelbar benachbarten Häuser gefährdet gewesen wären. Der Bunker wurde übererdet und erst 1998 wieder freigelegt. Seit 2002 ist er museumstauglich restauriert.